# アルフレッド・ヘンリー・スターティヴァント
アルフレッド・ヘンリー・スターティヴァント（Alfred Henry Sturtevant、1891年11月21日 - 1970年4月5日）はアメリカ合衆国の遺伝学者である。1913年にショウジョウバエの遺伝的連鎖の結果から、初めて遺伝地図をつくった。
イリノイ州のジャクソンビルで生まれた。兄に言語学者のエドガー・ハワード・スターティヴァントがいる。1908年にコロンビア大学に入学し、トーマス・ハント・モーガンのもとで研究した。1914年に博士号を得て、1928年まで、モーガンのグループで研究した後、カリフォルニア工科大学の遺伝学教授になった。1943年にアメリカ遺伝子学会の会長職を務めた。1965年にジョン・カーティー賞、1967年にアメリカ国家科学賞を受賞した。

## 著作
- The linear arrangement of six sex-linked factors in Drosophila, as shown by their mode of association. Journal of Experimental Zoology, 14: 43-59, 1913
- A History of Genetics. Cold Spring Harbor Laboratory Press. Online Electronic Edition